# Linh Chiểu
Linh Chiểu là một phường thuộc thành phố Thủ Đức, Thành phố Hồ Chí Minh, Việt Nam.

## Địa lý
Phường Linh Chiểu nằm ở trung tâm thành phố Thủ Đức, có vị trí địa lý:
- Phía đông giáp phường Linh Trung
- Phía tây giáp phường Linh Tây
- Phía nam giáp các phường Trường Thọ và Bình Thọ
- Phía bắc giáp các phường Linh Tây và Linh Trung.

Phường có diện tích 1,41 km², dân số năm 2021 là 24.137 người, mật độ dân số đạt 17.118 người/km².

## Hành chính
Phường Linh Chiểu được chia thành 13 khu phố, đánh số lần lượt từ 1 đến 13.

## Lịch sử
Trước đây, phường Linh Chiểu thuộc quận Thủ Đức, được thành lập vào ngày 6 tháng 1 năm 1997 trên cơ sở 130 ha diện tích tự nhiên và 11.576 người của thị trấn Thủ Đức thuộc huyện Thủ Đức cũ.
Ngày 9 tháng 12 năm 2020, Ủy ban thường vụ Quốc hội ban hành Nghị quyết 1111/NQ-UBTVQH14 về việc thành lập thành phố Thủ Đức trên cơ sở sáp nhập toàn bộ diện tích và dân số của Quận 2, Quận 9 và quận Thủ Đức, phường Linh Chiểu thuộc thành phố Thủ Đức như hiện nay.
Về mặt khu phố, trước năm 2024, phường Linh Chiểu được chia thành 5 khu phố: 1, 2, 3, 4, 5.
Ngày 14 tháng 3 năm 2024, HĐND Thành phố Hồ Chí Minh ban hành Nghị quyết 11/NQ-HĐND, trong đó sắp xếp lại các đơn vị khu phố để thành lập 13 khu phố mới như ngày nay.